# Forhistorisk pyramide
 Denne artikel omhandler forhistoriske pyramider. For andre betydninger, se Pyramide (flertydig).
Rundt om i verden er der mange forhistoriske pyramider.
Ægyptens pyramider er altid anset som nogle af verdens vidundere. Disse enorme grave er for herskere og faraoer, som skulle rejse til det næste liv. Pyramidernes skrånende form skulle symbolisere solens hældende stråler, som kongen/faraoen skulle stige til himmels på. Se Pyramiderne i Giza.
Mesopotamiens ziggurater er ældre og bygget af mursten, mens de egyptiske pyramider er opført af sten, og er de ældste menneskelige konstruktioner, der er intakte. (De ældste stendysser er dog lidt ældre.) Pyramiderne blev ikke bygget af slaver, men af dygtige håndværkere med hjælp af bønder i oversvømmelsestiden, hvor de var afskåret fra deres marker. Ingen ved, hvordan de har båret sig ad med at få anbragt de tusinder af stenblokke.
Flere mesoamerikanske kulturer opførte også pyramideformede bygningsværker. Normalt var det trinpyramider med templer på toppen, som lignede de mesopotaniske ziggurater mere end de egyptiske pyramider. Se pyramiderne i Teotihuacán, Monte Albán og Uxmal i Mexico.
I Mellemamerika og i dele af Asien er der andre pyramideformede bygningsværker. 
Her er en liste over forhistoriske pyramider efter land:

## Kina
- Kinesiske pyramider

## Ægypten
Se hovedartikel Ægyptens pyramider
- Pyramiderne i Giza, som omfatter ni pyramider som
  - Menkaures pyramide
  - Khafres pyramide
  - Den store pyramide i Giza

- Pyramiderne ved Dahshur:
  - Bent pyramide
  - Røde pyramide
  - Sorte pyramide

- Pyramiden ved Meidun

## Frankrig
- Falicon-pyramiden

## Grækenland
- Pyramiden ved Hellinikon

## Italien
- Gaius Cestius-pyramiden, Porta San Paolo i Rom

## Mesopotamien (Irak)
- Ziggurat ved Ur
- Babylons hængende haver

## Mexico
Se hovedartikel Mesoamerikanske pyramider
- Store pyramide ved Cholula, Puebla; verdens største 450*450 meter.

## Peru
- Lerstenspyramiderne ved Túcume

## Persien (Iran)
- Ziggurat ved Sialk
- Ziggurat ved Chogha Zanbil

## Polynesien
- Stjerne-pyramiden eller Pulemelei Mound, Samoa
- Marae ved Mahaiate, Tahiti

## Spanien
- Pyramiderne ved Güímar, Tenerife, Kanariske Øer

## Sudan
- Nubiske pyramider

## Omstridte forhistoriske pyramider
Tekst mangler, hjælp os med at skrive teksten

## Bosnien & Hercegovina
- Bosniske pyramider (pyramide-formede bakker), som omfatter fem påståede pyramider. Påstandene har dog ingen opbakning i arkæologiske kredse.

## Caribien
- Sunkne pyramider hævdes at være fundet nær Bimini og Cuba.

## Japan
- Yonagunis sunkne pyramide.

## Mars
- Ansigt på Mars